# Juraj Krnjević
Juraj Krnjević (Ivanić-Grad, 19. veljače 1895. – London, 9. siječnja 1988.), bio je hrvatski političar i pravnik. Jedan od prvaka Hrvatske seljačke stranke u razdoblju Kraljevine Jugoslavije te u emigraciji nakon Drugoga svjetskog rata.

## Životopis

### Život i djelovanje do 1929.
Juraj Krnjević rođen je u Ivanić-Gradu 1895. godine. Podrijetlom je iz obrtničke obitelji. Klasičnu gimnaziju završio je u Zagrebu 1914. godine. Pravo je studirao u Beču i Budimpešti. Nakon stjecanja doktorata prava, 1919. godine, vraća se u Hrvatsku. Stupa u HPSS te ubrzo postaje jedan od najbližih suradnika Stjepana Radića. Za tajnika HRSS izabran je 1. srpnja 1923. godine, a od 1928. godine je glavni tajnik HSS-a.
Biran je za zastupnika u Ustavotvornoj skupštini 1920. godine te u Narodnoj skupštini Kraljevine SHS 1923., 1925. i 1927. godine. Nakon što je Obznana primijenjena i na HRSS, početkom 1925. godine biva uhićen, zajedno s Radićem i drugim stranačkim vođama. Nakon Radićevog sporazuma s Nikolom Pašićem, postaje ministar socijalne politike u koalicijskoj vladi 1925. – 1927. Izabran za privremenog tajnika skupštine Zagrebačke oblasti 1927. godine, kasnije na dužnosti predstojnika Odjela za socijalnu pomoć oblasti.

### Emigracija (1929. – 1939.)
Od uvođenja Šestosiječanske diktature nalazio se u emigraciji. Boravio je ponajviše u Ženevi, te više puta putovao u Pariz i London. U listopadu 1930. godine održan je u Salzburgu sastanak Vladka Mačeka, Ante Pavelića, Augusta Košutića i Jurja Krnjevića, na kojem se, prema nekim podacima, dogovarala daljnja koordinacija u akcijama u inozemstvu (Italija, Francuska, Engleska).
Kao predstavnik Vladka Mačeka održavao je vezu s vladama zapadnih demokratskih zemalja, Francuske i Velike Britanije, te s Ligom naroda i dr. U tom se djelovanju sukobljavao s ustaškom emigracijom, koja se orijentirala prema tadašnjim fašističkim režimima Italije i Njemačke. Drugi predstavnik HSS-a u inozemstvu, August Košutić, koji je boravio u Rimu i Beču, održavao je dobre odnose s Antom Pavelićem. Krnjević je podržavao zapadnu demokraciju, osuđivao fašizam i borio se protiv frankovačkog utjecaja u emigraciji i u Hrvatskoj, a ustaše osuđivao kao talijanske plaćenike. U jednom dopisu poslanom Vladku Mačeku 1936. godine Mladen Lorković ga naziva izdajnikom hrvatskog naroda.
Maček u jednoj Promemoriji, upućenoj krajem listopada 1938. godine grofu Cianu, talijanskom ministru vanjskih poslova, osuđuje Krnjevićevo pisanje, napominjući da se on dugo nalazi u emigraciji i da je pošao putem koji "ne odgovara ideologiji nacionalnog pokreta". To je očito bilo samo formalno ograđivanje u nastojanju da ispita talijanske želje i namjere. Krnjević je, kao i Košutić, djelovao u stalnom kontaktu s Mačekom.

### Povratak u zemlju (1939. – 1941.)
Maček piše u svojim Memoarima da ga je Krnjevićevo upozorenje kako je rat neizbježan potaklo na sklapanje Sporazuma s Dragišom Cvetkovićem, koji je potpisan pet dana prije napada Njemačke na Poljsku. Ubrzo nakon toga Krnjević se vratio u zemlju. Biva imenovan senatorom. Radi na održavanju Sporazuma, te na suzbijanju utjecaja kako frankovaca tako i komunista u Hrvatskoj. 
1939. godine postao je predsjednikom vrhovnog športskog tijela Banovine Hrvatske Hrvatske športske sloge.

### Druga emigracija (1941. – 1945.)
Po napadu fašističkih sila na Jugoslaviju 1941. godine, Vladko Maček se po ranijem dogovoru povlači iz jugoslavenske vlade, pa ga na mjestu potpredsjednika 8. travnja zamjenjuje Krnjević. Zajedno s drugim članovima vlade odlazi u emigraciju, gdje će biti glavni predstavnik HSS-a (Maček je ostao u Hrvatskoj). U emigrantskim vladama u Londonu, od travnja 1941. do sredine 1944. godine ministar je i potpredsjednik. Suprotstavlja se velikosrpskim težnjama srbijanskih članova vlade te nastoji dobiti jamstva za obnovu statusa Banovine Hrvatske nakon rata. Činjenice da postoji Nezavisna Država Hrvatska, koja je u ratu sa Saveznicima, da Vladko Maček šuti nakon što je Hrvate 10. travnja 1941. godine pozvao na poslušnost novom režimu, a s druge strane Draža Mihailović, vođa srpskih četnika, slovi za herojskog vođu otpora, ne ide u prilog njegovim nastojanjima.

#### Dopis u zemlju iz ožujka 1943.
U ožujku 1943. godine šalje u zemlju Upute za djelatnost Hrvatske seljačke stranke. Nasuprot Mačekovoj strategiji pasivnog čekanja, potiče na aktivniji odnos u otporu okupatoru i ustaškom režimu. Razlog je tomu s jedne strane velikosrpsko veličanje Draže Mihailovića kao zapovjednika Jugoslovenske vojske u otadžbini, a s druge jačanje Narodnooslobodilačkog pokreta pod vodstvom komunista. Krnjević piše:
Krnjevićeve želje, međutim, ljudi iz vodstva HSS-a u zemlji, na čelu s Augustom Košutićem, nisu mogli ostvariti, zbog vlastite pocijepanosti i neodlučnosti (vidi poglavlje Za vrijeme Drugoga svjetskog rata u članku Hrvatska seljačka stranka) i zbog velike premoći koju su ostvarili partizani pod vodstvom Komunističke partije Hrvatske odnosno Jugoslavije. Samostalni pokret otpora HSS nije mogao ostvariti, a oni koji su se pridružili Narodnooslobodilačkom pokretu i osnovali Izvršni odbor HSS-a morali su prihvatiti dominaciju komunista.

#### Slom politike vodstva HSS-a 1943. – 1944.
Godine 1943. povlači se iz jugoslavenske kraljevske vlade zbog neprestanih sukoba sa srpskim ministrima. U svojem djelovanju, kao glavni predstavnik HSS-a u emigraciji, Krnjević nastoji uvjeriti saveznike da je HSS i dalje najjača politička snaga u zemlji, a Maček neosporni vođa hrvatskog naroda. Polagao je velike nade u dolazak u Italiju, na područje pod kontrolom saveznika, Tome Jančikovića krajem listopada 1943. godine i domobranskog pukovnika Ivana Babića početkom siječnja 1944. godine, te Zenona Adamiča u Carigrad u prosincu 1943. godine. Saveznici su međutim zaključili da oni nisu pouzdani saveznici i da nemaju realnu snagu, dok je partizanski pokret »već otišao daleko u osvajanju pune vjernosti hrvatskog naroda« (iz jednog britanskog obavještajnog izvještaja iz siječnja 1944., cit. u Jelić-Butić, 1983., str. 250.). Tako su na Teheranskoj konferenciji, 1. prosinca 1943. godine, donijeli odluku o podršci Titovim partizanima.
Iako su su Britanci izražavali načelnu podršku sporazumu partizana s HSS-om (Amerikanci su rješavanje tih pitanja prepustili Britancima), izjavljivali su da se oni neće miješati, nego obje strane o suradnji moraju odlučiti same. Ostavši bez britanske podrške, Krnjević gubi realni utjecaj. Istu sudbinu doživljavaju međutim i srpski emigrantski političari, jer je nedvosmisleno razotkriveno da su Mihailovićevi četnici zapravo kvislinzi. Emigrantska vlada Kraljevine Jugoslavije gubi značaj i postaje samo smetnja.
Pod pritiskom Britanaca, početkom lipnja 1944. godine jugoslavenski kralj Petar II. Karađorđević smjenjuje vladu Božidara Purića, u kojoj je Krnjević potpredsjednik (a Draža Mihailović ministar vojske), te za predsjednika Ministarskog savjeta imenuje hrvatskog bana Ivana Šubašića, HSS-ovca koji slovi za umjerenog političara sklonog kompromisima. Krnjević gubi mjesto u vladi, a također i Juraj Šutej, jer Šubašić formalno preuzima sve resore i dobija zadaću sklopiti sporazum s Nacionalnim komitetom oslobođenja Jugoslavije (NKOJ), odnosno njegovim predsjednikom Josipom Brozom Titom o sastavu nove vlade. Njihov prvi sporazum sklopljen je 16. lipnja 1944. godine. (Vidi članak Sporazum Tito-Šubašić)
Šutej prihvaća resor u novoj vladi, ali Krnjević odbija priznati novu situaciju. Kao glavni tajnik HSS-a i glavni predstavnik stranke u inozemstvu, inzistira da Šutej nije imao mandat svoje stranke za sklapanje tog sporazuma, te da volja hrvatskog naroda pri tome nije bila poštovana. Krajem prosinca poslao je Churchillu memorandum s optužbama. Od njega se međutim javno ogradio Rudolf Bićanić, drugi važni prvak HSS-a u emigraciji, koji je još u srpnju 1944. godine putem Radio-Londona pozvao pristaše HSS-a, posebno domobrane, neka stupaju u Narodnooslobodilački pokret. On je 15. siječnja 1945. godine dao izjavu londonskom dopisniku Tanjuga, u kojoj kaže: »Stav i postupak dra Krnjevića protivan je politici i programu Hrvatske seljačke stranke. Nakon dugog čekanja i ćutanja, dr Krnjević se odlučio da progovori u ovom momentu, i da se stavi na stranu reakcije.« (cit. u Jelić-Butić, 1983., str. 254.)
Krnjević ostaje bez ikakvog utjecaja. Britanci zaključuju da HSS više nije nikakav značajan čimbenik. Šef britanske vojne misije pri Vrhovnom štabu NOV i POJ, general Fitzroy Maclean, u listopadu 1944. godine procjenjuje: »Hrvatska seljačka stranka u svojem sadašnjem stanju dezintegracije i diskreditiranja nema nikakva realnog izgleda da se održi, i svaku akciju koju bismo poduzeli da pomognemo njeno održavanje u životu, partizani bi nama zamjerali kao uplitanje u njihove unutrašnje poslove.« (cit. u Jelić-Butić, 1983., str. 255.)

### Treća emigracija (1945. – 1988.)
Po oslobađanju Beograda, Šubašić i Šutej kao članovi jugoslavenske vlade odlaze u Jugoslaviju, a također i Bićanić. Krnjević tada, kao i po završetku Drugoga svjetskog rata, ostaje u inozemstvu. Komunisti su već u pola godine nakon rata (do izbora za Ustavotvoru skupštinu 11. studenoga 1945. godine) razbili iluzije predstavnika HSS-a, kao i svih drugih "građanskih" stranaka, da bi mogli igrati neku ulogu u političkom životu Druge Jugoslavije. U tome im je pomogla nesloga među tim strankama, kao i unutar samog HSS-a. (Vidi poglavlje Razdoblje komunističke Jugoslavije u članku Hrvatska seljačka stranka.) Iako je određena formalna djelatnost HSS-a i nekih drugih stranaka potrajala još nekoliko godina, uspostavljena je komunistička totalitarna država.
Krnjević u emigraciji organizira otpor novom režimu. Sljedećih godina, u suradnji s predsjednikom HSS-a Mačekom organizira ogranke HSS-a po svijetu. Napušta jugoslavenski okvir rješenja hrvatskog pitanja te se zalaže za samostalnu hrvatsku državu. 1948. godine izjasnio se za hrvatsko samoodređenje u široj europskoj zajednici, a samostalnost i demokratski poredak naveo je 1955. godine kao glavni cilj (Američki hrvatski glasnik, Chicago, br. 35.) te nakon toga, na skupovima HSS-a u Torontu (1965. i 1969. godine) i kao jedino rješenje, uza suradnju Hrvata muslimana »na cijelom hrvatskom narodnom i povijesnom području«. Nakon Mačekove smrti 15. svibnja 1964. godine izabran je za njegovog nasljednika a izborom na stranačkoj konvenciji 1965. godine za predsjednika HSS-a i na toj je dužnosti ostao do kraja života, 1988. godine.
U emigraciji je 1980. godine osnovao Središnji odbor HSS-a. Nakon njegove smrti nije izabran novi predsjednik stranke, nego Izvršni odbor od pet članova. Središnji odbor u svibnju 1991. godine prenosi svoj mandat na novo vodstvo ujedinjenog HSS-a u Republici Hrvatskoj. (Vidi: Djelovanje HSS od 1989.)
Godine 1981. piše pismo koje je objavljeno pod naslovom Pismo uredniku. London, dne 7. travnja 1981. (Hrvatska revija, sv. 2., str. 405-406.). Uz članak o Meštrovićevim Uspomenama ne političke ljude i događaje, kojim Vinko Nikolić odgovara Ratku Parežaninu (str. 186.) dr. Krnjević svjedoči o poruci Stojana Protića Stjepanu Radiću, posredstvom dra Momčila Ivanića, 1920. godine u Zagrebu, o bosanskohercegovačkim muslimanima, koje "treba istrijebiti, i to jednu trećinu protjerati u Tursku, drugu trećinu provesti na kršćanstvo, a treću trećinu inače istrijebiti".
Jedno vrijeme je također uređivao stranačko glasilo Dom i bio je suurednikom u Zborniku Hrvatske seljačke stranke (London). U Londonu je, 1981. godine, objavio brošuru Samo hrvatska država a njegove odabrane tekstove te usmena kazivanja posmrtno mu je u Zagrebu, 2004. godine, priredila Neda Prpić u knjizi Dr. Juraj Krnjević: tri emigracije I: razgovori, pisma, prilozi. Služio se je pseudonimima Dr. Juraj Vanjski i Slavicus.
Umro je u Londonu, 9. siječnja 1988. godine. Njegovi posmrtni ostatci preneseni su u domovinu i uz odavanje počasti pokopani su, 19. lipnja 1998. godine, na zagrebačkome groblju Mirogoju. Pokopan je u grobnici u arkadama Mirogoja.